# Pulkautal Straße
Die Pulkautal Straße (B 45) ist eine Landesstraße B in Österreich. Sie hat eine Länge von 60,3 km und führt größtenteils entlang der namensgebenden Pulkau. Die Straße beginnt in Horn und führt zunächst nach Pulkau. Hier trifft sie ihren Namensgeber und folgt ihm durch das nördliche Weinviertel bis zu seiner Mündung in die Thaya bei Laa an der Thaya.

## Geschichte
Nach dem Anschluss Österreichs wurde diese Straße im Zuge der Vereinheitlichung des Straßensystems am 1. April 1940 in eine Landstraße I. Ordnung umgewandelt und als Teil der L.I.O. 1 geführt. Am 23. März 1942 wurde der Streckenabschnitt zwischen Horn und Pulkau durch einen Erlass des Generalinspekteurs für das Deutsche Straßenwesen zum Bestandteil der Reichsstraße 343 erklärt.
Die Pulkautal Straße gehört seit dem 1. April 1959 zum Netz der Bundesstraßen in Österreich.